# Antonio, prior de Crato
Antonio, más conocido por su título de prior de Crato (Lisboa, 20 de marzo de 1531-París, 26 de agosto de 1595), fue hijo natural del infante Luis de Portugal y, por tanto, nieto del rey Manuel I el Afortunado y sobrino de los reyes Juan III y de Enrique I de Portugal.
Tras la muerte del cardenal-infante don Enrique, último monarca portugués de la Casa de Avís, Antonio consiguió ser proclamado rey con el apoyo del pueblo llano. Sin embargo, la clase dirigente apoyó la pretensión de Felipe II de España, quien envió un ejército al mando del duque de Alba de Tormes, que lo venció contundentemente en la batalla de Alcántara y que dejó a Felipe II el camino expedito para reclamar la corona lusa.

## Infancia
Antonio nació fruto de la relación del infante Luis de Portugal, duque de Beja, con la judía Violante Gómez, que murió siendo monja. Siendo hijo bastardo, su padre lo había reconocido, y fue legitimado posteriormente. 
Antonio fue educado en Coímbra, y entró a formar parte de la Orden de San Juan de Jerusalén, siendo su padre el prior de ésta. El 1571, el rey Sebastián I lo nombró gobernador de las posesiones y fortificaciones portuguesas del norte de África, en Tánger. En 1578 acompañó al rey Sebastián en la desastrosa expedición a Marruecos, que acabó con una aplastante derrota portuguesa en la batalla de Alcazarquivir y la muerte del monarca luso.

## Reclamación de los derechos al trono
A su regreso a Portugal, Antonio intentó hacer valer sus derechos sobre la Corona, pero sus pretensiones serían denegadas, y las Cortes Portuguesas nombrarían rey a su tío Enrique I, el Cardenal. Durante el reinado de este, don Antonio intrigó en la Corte de Lisboa para conseguir su reconocimiento como aspirante legítimo al trono, lo que le valió ser desterrado a Crato.
A la muerte de Enrique I, acaecida en enero de 1580, la regencia del reino fue asumida por una Junta gubernativa constituida por cinco gobernadores: Jorge de Almeida, Francisco de Sá de Meneses, João de Mascarenhas, João Telo de Meneses y Diogo Lopes de Sousa. 
A partir de aquel momento, la Corona portuguesa fue disputada por varios descendientes de la Casa de Avís: Catalina de Portugal –hija del infante Eduardo, duque de Guimarães–, su sobrino Ranuccio I Farnesio -Duque de Parma-, Felipe II de España y el propio Antonio. Ranuccio era el heredero más apropiado al tratarse de un varón, al igual que Catalina la cual descendía por línea masculina. Por su parte, Felipe II era nieto de Manuel I por línea femenina, y además era extranjero. En cuanto a Antonio, también era nieto de Manuel I, pero había nacido fuera del matrimonio de su padre, por lo que era considerado ilegítimo.
Antonio, confiando en la hostilidad popular hacia un rey castellano, se presentó como candidato alternativo a Felipe II. Se esforzó por probar el casamiento de sus padres, pero no pudo mostrar ninguna prueba. Antonio recibió el apoyo popular y el del clero inferior, mientras que Felipe II era apoyado por las clases altas que veían la unión de Portugal con España, como altamente beneficiosa para los intereses del reino.

## Proclamación y derrota
El 19 de junio de 1580, Antonio fue proclamado rey de Portugal en Santarém por aclamación popular. Un mes después, el 25 de agosto, las tropas castellanas bajo el mando del III Duque de Alba lo derrotaron en la batalla de Alcántara. Una vez que el duque de Alba tomó Lisboa, Felipe II fue proclamado nuevo rey de Portugal como Felipe I, el 12 de septiembre de 1580 y jurado como tal por las Cortes reunidas en Tomar el 15 de abril de 1581. Antonio huyó al norte y, tras la toma de Coímbra y de Oporto, se refugió en Francia. Únicamente mantuvo apoyo en las Azores.
Antonio huyó a Francia con las joyas de la Corona portuguesa, siendo bien recibido por la reina madre Catalina de Médici, que también pretendía el trono portugués. A cambio de la cesión de Brasil y diversas joyas de gran valor, Antonio obtuvo una flota, que sería puesta al mando del exiliado florentino Filippo di Piero Strozzi. Sin embargo, tales esfuerzos se revelarían inútiles, pues la flota sería aplastada por Álvaro de Bazán en la Batalla de la Isla Terceira (1582).
De vuelta al exilio en París, y temeroso de posibles asesinos, huyó a Inglaterra, donde también fue bien recibido por Isabel I, con la cual planeó la invasión de Portugal en 1589, intento que fracasó. Tras malvender las últimas joyas de la Corona que aún conservaba, pasó sus últimos días en pobreza gentil, mantenido por una pequeña pensión a cargo de Enrique IV de Francia.

## Descendencia
Antonio tuvo varios hijos – todos nacidos de aventuras galantes, ya que nunca se casó. El celibato era, de hecho, una de las obligaciones de los Caballeros de la Orden de Malta, a la que pertenecía:
- D. Manuel de Portugal[7] (1568 - 22 de junio de 1638), heredero de los derechos de su padre en el trono portugués y casado con Emilia de Nassau, hija del estatúder Guillermo de Orange y de Ana de Sajonia;
- D. Cristóvão de Portugal[7] (abril de 1573 - 3 de junio de 1638);
- D. Dinis de Portugal, monje;[7]
- D. João de Portugal, muerto joven;[7]
- D. Filipa de Portugal, monja;[7]
- D. Luísa de Portugal, monja.[7]

| Predecesor: Enrique I | Rey rival de Portugal (en guerra contra Felipe II de España) 1580 (19 de junio - 25 de agosto) | Sucesor: Felipe I |